# 히치하이크
"히치하이크"는 2019년에 개봉한 대한민국의 영화이다. 2017년 제22회 부산국제영화제에서 '한국영화의 오늘 - 비전'섹션에서 상영되었고, 2019년 3월 개봉이 됐다.

## 줄거리
영화 <히치하이크>는 열여섯 살 소녀 ‘정애’가 어릴 적 집을 나간 엄마를 찾아 나서다 친구의 친아빠로 의심되는 ‘현웅’을 만나 벌어지는 낯선 여정을 담은 작품이다.

## 캐스팅
- 노정의 : 윤정애 역
- 박희순 : 김현웅 역
- 김학선 : 윤영호 역
- 이승연 : 영옥 역
- 김보윤 : 임효정 역
- 이자람 : 석정 역
- 류성록 : 수완 역
- 주해은 : 정은 역
- 류한디란 : 어린 정애 역
- 김정영 : 트럭기사 역
- 변효준 : 봉고기사 역
- 김효진 : 주유소직원 역
- 한시우 : 주인집아이 역
- 이주원 : 서울병원 의사 역
- 김영미 : 서울병원 간호사 역
- 이봉련 : 제천요양원 간호사 역
- 백종환 : 제천시청 직원 역
- 박지수 : 서울 경찰 1 역
- 김태한 : 서울 경찰 2 역
- 장정연 : 서울 경찰 3 역
- 유제윤 : 강화 형사 1 역
- 황재열 : 강화 형사 2 역
- 차은수 : 강화 형사 3 역
- 임성미 : 강화응급실 간호사 역
- 최형철 : 강화응급실 의사 역
- 황은순 : 강화응급실 환자 역
- 전진모 : 강화경찰서 취객 1 역
- 김진목 : 강화경찰서 취객 2 역
- 전재성 : 퀵사무소 소장 역
- 구본진 : 퀵사무소 동료 역
- 노다해 : 퀵사무소 여직원 역
- 정희정 : 택배 주인집여자 역
- 백규나 : 주민센터 직원 역
- 김민 : 정은집 아주머니 역
- 추진리 : 정은집 아기 역
- 이유진 : 구호소 봉사자 역
- 허성 : 구호소 이재민 역
- 조영각 : 구호소 이재민 역
- 김태수 : 구호소 이재민 역
- 박수연 : 화재보도 여기자 역

## 같이 보기
- 2019년 대한민국의 영화 목록